# Spodnje Vrtiče
Spodnje Vrtiče este o localitate din comuna Kungota, Slovenia, cu o populație de 181 de locuitori.